# 산소어뢰

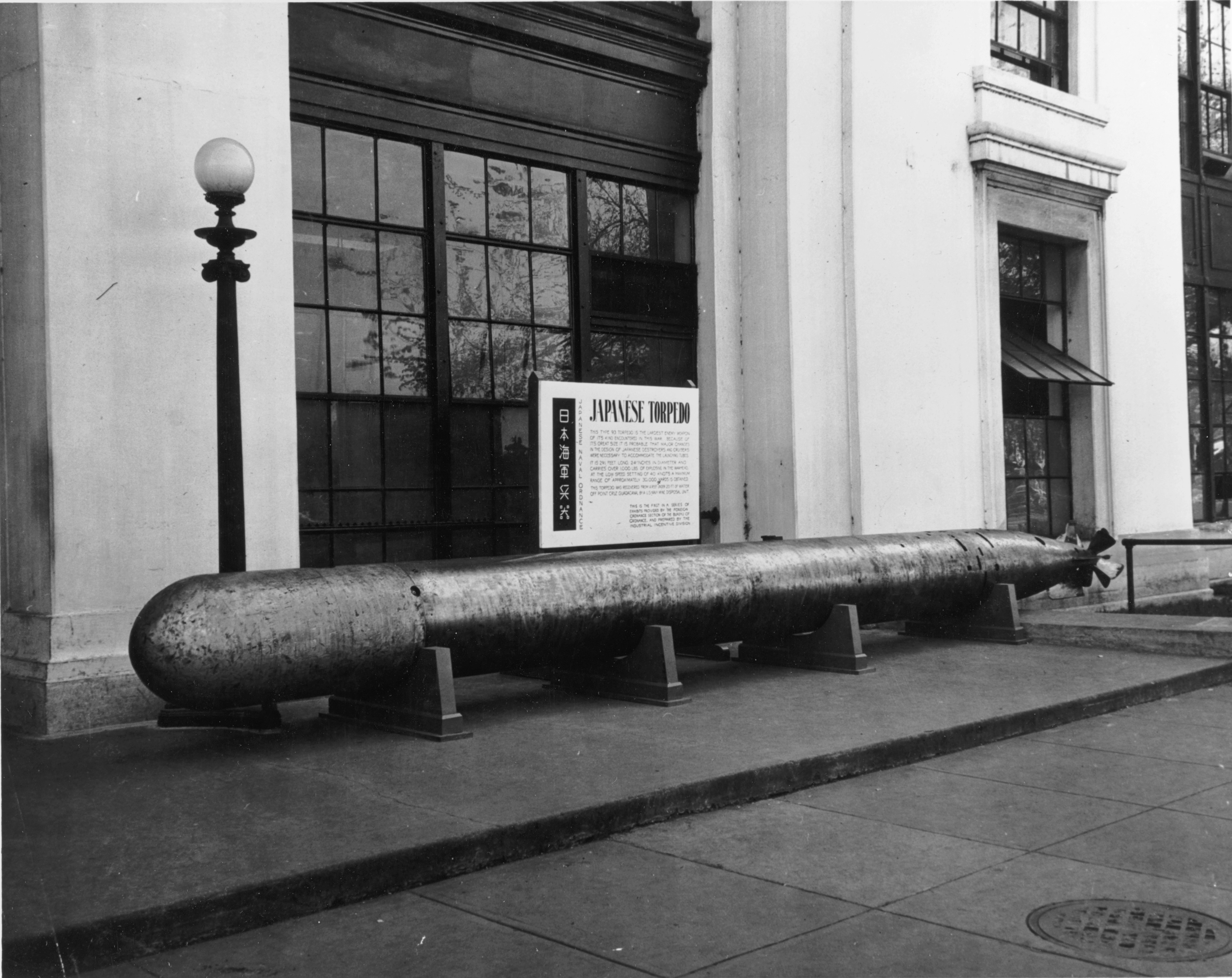
93식 어뢰.

산소어뢰(일본어: 酸素魚雷 산소교라이[*], 영어: Oxygen Torpedo)는 연료의 산화제로 일반 공기 대신 산소혼합기체 또는 순수 산소를 이용한 어뢰다. 유일하게 실용화되어 운용한 것은 일본 해군의 93식 어뢰(九三式魚雷)와 95식 어뢰(九五式魚雷) 뿐이다.
1933년 일본에서 개발했으며, 강력한 위력을 가지고 있었지만 고농도 산소 때문에 오폭하기 쉬워 다른 나라에서는 실용화되지 않았다. 일본을 제외하고 유일하게 개발에 성공한 것은 영국이지만 실전에 배치해 운용하지 않았다.
대전 말기에는 93식 어뢰 중 일부가 인간어뢰로 개조되기도 했다.

## 개발배경
Type 93의 개발(잠수함 발사 모델인 Type 95와 병행하여)은 1928년 일본에서 기시모토 카네지 제독과 아사쿠마 도시히데 대위의 후원으로 시작되었다. 이 어뢰는 직경 610mm(24인치)의 Type 90 공압 어뢰의 진화로 이루어졌다. 이 어뢰 설계는 넬슨급 전함에 사용된 영국의 산소가 풍부한 어뢰에서 영감을 받았으며, 해군 장교는 이 어뢰가 산소 연료로 가득 차 있다고 믿었고, 이로 인해 구레에서 연구를 재개하게 되었다.
당시 일본 제국 해군(IJN)의 가장 강력한 잠재적 적은 미국 해군의 태평양 함대였다. 미 해군의 교리는 일본이 필리핀(당시 미국 연방)을 침공하는 것을 전제로 하여 전선이 태평양을 가로질러 전투를 벌여 필리핀을 구출하거나 탈환하고 일본 함대를 파괴할 것을 요구했다. IJN은 미 해군보다 전함 수가 적었기 때문에 경순양함, 구축함, 잠수함을 사용하여 주로 야간에 소규모 전투를 연달아 벌여 미 함대를 깎아내릴 계획을 세웠다. 미국 전함의 수가 충분히 줄어든 후, IJN은 하나의 거대한 클라이막스 전투에서 미국 잔당을 마무리하기 위해 아마도 새롭고 손상되지 않은 자체 전함을 투입할 것입니다. 클라이맥스 전투는 본질적으로 미 해군의 "전쟁 계획 오렌지"도 예상했던 것이지만, 이 경우 그들은 공격적인 편에 서게 될 것입니다.
더 작은 부대를 사용하여 미군을 축소하는 이 전략을 지원하기 위해 일본 해군은 크고 무겁고 장거리 어뢰인 Type 93을 개발하는 데 막대한 투자를 했다. 어뢰는 구축함과 같은 소형 전함이 전함을 무력화시키거나 침몰시킬 수 있는 유일한 무기였다. IJN의 어뢰 연구 개발은 어뢰 추진 시스템의 연료 산화제로 압축 공기 대신 고압축 산소를 사용하는 데 중점을 두었다. 이 어뢰는 등유와 같은 연료를 연소하는 일반 습식 히터 엔진을 사용했다. 공기는 산소의 21%(질소 78%)에 불과하기 때문에 순수한 산소는 동일한 탱크 부피에서 거의 5배의 산화제를 제공하여 어뢰 사거리를 증가시킵니다. 또한 불활성 질소가 없기 때문에 물에 많이 용해되는 이산화탄소와 수증기만으로 구성된 배기 가스가 현저히 적어 눈에 띄는 기포 흔적이 크게 줄었다.
압축 산소는 취급하기에 위험하며 안전한 작전 사용을 위해 군함의 어뢰에 대한 추가 교육은 말할 것도 없고 오랜 연구 개발이 필요했다. 결국 IJN의 무기 개발 엔지니어들은 어뢰의 엔진을 압축 공기로 시동한 다음 점차 순수한 산소로 전환함으로써 이전에 어뢰를 방해했던 폭발 문제를 극복할 수 있다는 것을 알게 되었다. 선박의 승무원과 잠재적인 적으로부터 순수한 산소를 사용하는 것을 숨기기 위해 산소 탱크는 보조 공기 탱크로 명명되었다. 순수 산소 어뢰는 1935년 IJN에 의해 처음 배치되었다.

## 사양
속도별 범위의 몇 가지 사양 예:
- 89 - 93km/h(48 - 50kN)에서 22,000m(24,000yd)(13.6마일)
- 69 - 72km/h(37 - 39kN)(20.5마일)에서 33,000m(36,000yd)
- 61 - 65km/h(33 - 35kN)(25.1마일)에서 40,400m(44,200yd)

그러나 IJN은 공식적으로 Type 93의 최대 성능이 78km/h(42kn)에서 11km(12,000yd)라고 발표했다.
명시된 사거리가 10km(11,000yd) 이상이면 어뢰가 접근하는 동안 표적이 된 군함이 몇 분 이상 직진할 때 효과적이었다. 이것은 USN 순양함이 야간에 빠른 속도로 전투 현장에서 이탈하는 IJN 구축함을 추격할 때, 또는 비행 작전에 종사하는 미국 함대 항공모함이 1942-43년 남태평양에서 IJN 잠수함의 표적이 되었을 때 때때로 발생했다.
Type 93의 무게는 약 2,700kg(6,000lb)이었고 약 490kg(1,080lb)의 시모세 화약 97형의 고폭탄 탄두를 탑재하여 TNT보다 약 7% 더 강력했다.
라이 준고 소장은 1952년 일본 코요샤에서 처음 출간된 '비밀 무기의 전체 세부사항(秘密兵器の全貌)'의 '어뢰' 장에서 이 무기를 설명했다.
Type 93 어뢰는 순수한 압축 산소로 채워진 메인 챔버, 역류를 방지하는 조인트 조절 밸브 및 작은(약 13리터) 고압 공기 탱크를 갖추고 있다. 먼저, 압축 공기를 연료와 혼합하고 혼합물을 열 스타터에 공급했다. 점화는 부드럽게 시작되었고 혼합물은 엔진에서 꾸준히 연소되었다 (이 단계에서 산소를 사용하면 폭발이 흔했습니다). 압축 공기가 소비되고 압력이 손실됨에 따라 고압 산소가 메인 챔버에서 조인트 밸브를 통해 압축 공기 탱크로 공급되었다. 얼마 안 있어 '에어 탱크'는 순수한 산소로 채워졌고, '엔진'에서는 연소가 계속되었다.
어뢰는 신중한 유지 보수가 필요했다. Type 93 어뢰 발사기가 장착된 군함은 이러한 유형의 어뢰를 사용하기 위해 산소 발생기 시스템이 필요했다.

## 실전이력
Type 93은 490kg(1,080lb)의 고폭발성 탄두와 함께 70km/h(38kn)에서 최대 사거리가 40km(44,000yd)였다. 장거리, 고속, 무거운 탄두는 지상전에서 강력한 위력을 발휘했다. 대조적으로, 제 2 차 세계 대전 당시 미 해군의 표준 수상 발사 어뢰 인 53cm (21 인치) Mark 15는 49.1km / h (26.5 kn)에서 14,000m (15,000 yd) 또는 83 km / h (45 kn)에서 5,500m (6,000 yd)였으며 훨씬 작은 375kg (827 lb) 탄두; 다른 연합국의 어뢰는 사거리가 길지 않았다. Type 93은 IJN 구축함과 순양함의 갑판에 장착된 61cm(24인치) 어뢰 발사관에서 발사되었다. 일부 일본 구축함은 다른 해군 함정과 달리 파편을 방지하기 위해 포탑에 어뢰 발사관을 장착하고 튜브 로더를 갖추고 있었다. IJN은 거의 모든 순양함에 93식 어뢰를 장착했다.
93식의 긴 사거리 덕분에 지금까지 발사된 가장 긴 사거리 어뢰 두 발을 명중할 수 있었다. 1942년 2월 27일 자바 해 전투에서 중순양함 Haguro는 22,000 야드에서 어뢰를 발사하여 네덜란드 구축함 Kortenaer를 명중시켜 침몰시켰다. 1943년 7월 5일 쿨라 만 전투 직전, 구축함 Niizuki는 어뢰를 발사하여 구축함 USS Strong을 명중시켜 침몰시켰다. 정확한 범위에 대해서는 소식통이 다르지만 일부는 범위를 거의 22,000야드로 추정합니다.
1942-43년의 초기 수상전에서 일본 구축함과 순양함은 약 20km(22,000yd) 상공에서 포사정거리에 접근하려는 순진한 연합군 전함을 향해 어뢰를 발사할 수 있었다. 연합군 전함은 어뢰를 사용하면 일반적인 어뢰 사거리인 10km(11,000yd) 이하에서 발사될 것으로 예상했다. 이러한 교전에서 연합군 전함이 겪은 많은 어뢰 공격으로 인해 장교들은 수상전함과 협력하여 작전하는 탐지되지 않은 일본 잠수함이 어뢰를 발사했다고 믿게 되었다. 드물게 93식이 빗나간 경우도 있었지만, 의도한 목표물보다 훨씬 더 먼 거리에서 함정을 공격했기 때문에 연합군은 때때로 그들의 함선이 기뢰를 밟았다고 의심했다. Type 93의 능력은 1943년에 사례가 그대로 노획될 때까지 연합군에 의해 대부분 인식되지 않았다.
45cm(17.7인치) 버전인 Type 97은 나중에 소형 잠수함용으로 개발되었지만 성공하지 못했고 일본의 표준 공중 어뢰인 Type 91로 작전적으로 대체되었습니다. 소수의 IJN 잠수함이 사용하기 위한 53cm(21인치) 버전은 Type 95로 지정되었으며 궁극적으로 성공했다.
Type 93의 단점은 시모세 화약 탄두가 TNT 장전 어뢰보다 충격으로 인해 폭발할 가능성이 훨씬 높다는 것입니다. 무거운 탄두를 장착한 한 Type 93의 폭발은 일반적으로 구축함을 침몰시키거나 구축함을 탑재한 순양함에 큰 피해를 입히기에 충분했다. IJN 함정에 대한 미국의 공습이 잦아지면서 공습을 받는 구축함과 순양함의 함장은 공격 중에 어뢰가 폭발하는 것을 방지하기 위해 어뢰를 발사할지 여부를 결정해야 했다. 일례로, 중순양함 치쿠마(Chikuma)는 남태평양 해전에서 여러 USN 급강하 폭격기의 폭탄을 맞기 직전에 Type 93을 버렸다. 처음에는 사마르 전투(필리핀 동부)에서 호위 항공모함 USS 화이트 플레인스의 5인치(130mm) 포탄이 중순양함 초카이를 명중하여 순양함의 93식 어뢰를 폭발시켜 피해를 입혀 배가 침몰했다고 믿어졌다. 그러나 2019년 RV Petrel이 어뢰가 손상되지 않은 Chōkai의 잔해를 발견하면서 이 이론이 반증되었다. 같은 사마르 교전에서 중순양함 스즈야(Suzuya)가 93식 어뢰의 폭발로 침몰했다: 우현 중앙부 미스 우현 근처의 폭탄이 우현 튜브 마운트에서 어뢰를 발사했다. 그 결과 발생한 화재는 근처와 그 너머의 다른 어뢰로 전파되었습니다. 뒤이은 폭발로 보일러 중 하나와 우현 기관실이 손상되었고 결국 메인 매거진에 도달했다.

## 같이 보기
- 어뢰